# Virginia Central Railroad
Virginia Central Railroad blev charteret som Louisa Railroad i 1836 af Virginia Board of Public Works og navnet blev ændret til Virginia Central Railroad i 1850. Jernbanen mellem Richmond og Orange and Alexandria Railroad ved Gordonsville, blev indviet  i 1854, og jernbanen var forlænget vest på forbi Blue Ridge Mountains og ind i Shenandoah Valley da den amerikanske borgerkrig brød ud i 1861. 
Efter at være blevet voldsomt ødelagt blev jernbanen bygget op igen efter krigen og lagt sammen med Covington and Ohio Railroad i 1868 hvorved der blev dannet Chesapeake and Ohio Railway (C&O). Under ledelse af Collis P. Huntington blev C&O linjen til Ohiofloden færdig i 1873, og forlængelsen ned gennem Virginia halvøen til havnen ved Hampton Roads ved Newport News stod færdig i 1882.        

## Historie
Den østlige endestation på Virginia Central lå oprindelig ved Hanover Junction (som nu kaldes Doswell) ved Richmond, Fredericksburg and Potomac Railroad. Charteret for den jernbane beskyttede den mod bygning af en parallel konkurrent, og en dom fra Virginias højesteret måtte der til inden Virginia Central fik tilladelse til at forlænge sine spor øst på gennem Hanover County og Henrico County for at nå Richmond. 
Fra Gordonsville var det oprindelig meningen at Virginia Central skulle forbinde det østlige Virginia med Harrisonburg og krydse Blue Ridge Mountains ved Swift Run Gap, men konstruktionsomkostningerne var alt for høje, så ruten blev omdirigeret til Charlottesville. 
Staten Virginia var altid opmærksom på at hjælpe til ved "interne forbedringer" ikke blot ejede staten en del aktier i Virginia Central, men stiftede og finansierede jernbanen Blue Ridge Railroad for at få udført den hårde og bekostelige opgave med at få krydset den første bjergkæde mod vest. I stedet for at forsøge at overvinde den mere voldsomme Swift Run Gap valgte den statsejede jernbane at bygge hen over bjergene ved det næste hul mod syd, Rockfish Gap nær Afton Mountain. Arbejdet blev ledet af den store tidlige civilingeniør Claudius Crozet og der blev bygget fire tunneler herunder den 1.312 m lange Blue Ridge Tunnel ved toppen af passet, dengang var det en af de længste tunneler i verden.  
Mens Blue Ridge Mountain delen blev overvundet havde Virginia Central travlt med at bygge vest på fra foden af bjergene over Shenandoah dalen, gennem Staunton og et hul ved vandet i Goshen ved Great North Mountain, og nåede et punkt, som blev kendt som Jackson's River Station, ved foden af Alleghany bjergene i 1856. Dette sted ville senere blive kaldt Clifton Forge.
Jernbanen forbandt efterhånden Richmond med den sydvestlige del af Shenandoah på et sted hvor den foreslåede Covington and Ohio Railroad ville have startet. For at afslutte dens linje over det bjergrige område på Alleghany Plateauet chartrede staten igen en jernbane ved navnCovington and Ohio Railroad. Dette selskab nåede at lave en stor del af trasseen i bjergene og kom langt med at bygge en række tunneller gennem bjergene. Det kom også langt med at bygge jernbanen omkring Charleston ved Kanawhafloden. Så kom den amerikanske borgerkrig i vejen og arbejdet blev indstillet.  

### Borgerkrigen
Under borgerkrigen var Virginia Central en af konføderationens vigtigste jernbanelinier, der fragtede fødevarer fra Shenandoah regionen til Richmond og transporterede tropper og forsyning frem og tilbage da kampagnerne ofte foregik omkring dens spor. Ved mere end en lejlighed blev den anvendt i taktiske operationer til at transportere tropper direkte til slagmarken. Tunnellerne gennem Blue Ridge Mountains og Virginia Central var vigtige redskaber i den hurtige transport af den konfødererede general Stonewall Jacksons berømte fod-kavaleri. Men jernbanen var også et vigtigt mål for Unionens hære, og ved krigens slutning var der kun omkring 8 km spor, der fortsat fungerede og $40 i guld i pengeskabet.  

### Efter krigen
Efter krigen blev Virginia Central Railroad i 1868 lagt sammen med Covington and Ohio Railroad i hvad der blev det nye Chesapeake and Ohio Railway, under ledelse af den tidligere konfødererede general Williams Carter Wickham. Han havde brug for at finde tilstrækkelige midler til at kunne finansiere en fortsættelse af udbygningen vestpå gennem de udfordrende bjergområder da staten ikke længere kunne hjælpe dem som tidligere. Efter at have opgivet at finde kapital i de forarmede sydstater og blandt britiske investorer, fandt Wickham ny kapital og finansiering ved at få fat i Collis P. Huntington, en af de såkaldte "Big Four", en gruppe forretningsmænd, som kort for inden havde fordiggjort den vestlige del af den transkontinentale jernbane.   Under Huntingtons ledelse og med millioner af dollars fra New York blev byggeriet mod vest genoptaget. Den sidste spiger i den 689 km lange stærkning fra Richmond til Ohiofloden blev slået i ved en ceremoni den 29. januar 1873 ved Hawk's Nest jernbanebroen i New River Valley, nær byen Ansted i West Virginia.  

## Kul til Newport News
Huntington var også opmærksom på muligheden for at afskibe kul fra West Virginias uudnyttede naturressourcer med den nye jernbane. Hans agenter begyndte at købe jord i Warwick County i det østlige Virginia. I 1880-erne førte han tilsyn med forlængelsen af C&O's nye strækning på Virginia halvøen, som førte fra Church Hill Tunnel i Richmond sydøst ned gennem halvøen gennem Williamsburg til Newport News, hvor selskabet byggede kulterminaler i havnen ved Hampton Roads.

## Moderne tider
I vore dage er dele af Virginia Central Railroad stadig i brug i CSX Transportation og hos Buckingham Branch Railroad, en lokal jernbane i Virginia.   
- Virginia Central #40 ejet af Jack Showalter opbevares på SVRR ved Staunton.
- Jack's VC caboose #903107 opbevaret i Staunton.
- Virginia Central #1286 opbevaret i Verona.
- Virginia Central #514 passagervogn opbevaret i Verona.

## Eksterne links
- Chesapeake and Ohio Historical Society
- Steam Operations of the Chesapeake & Ohio Railway at Hinton, West Virginia
- Kort over Virginia Central Railroads net